# ASEAN Club Championship 2025/26
Die ASEAN Club Championship 2025/26, aus Sponsorgründen auch als Shopee Cup 2025/26 bekannt, wird die vierte Ausgabe der ASEAN Club Championship. An dem internationalen Fußballwettbewerb nehmen 14 Mannschaften aus neun Mitgliedsverbänden der ASEAN Football Federation teil. Australien und Osttimor nehmen an dem Turnier nicht teil. Indonesien zog seine Vereine Persib Bandung (Meister) und Dewa United (Vizemeister) zurück.

## Teilnehmende Verbände
| Verband     | Mannschaften              | Anmerkung       |
| ----------- | ------------------------- | --------------- |
| Thailand    | 2+1 (+1 Titelverteidiger) | Gruppenphase    |
| Vietnam     | 2                         | Gruppenphase    |
| Malaysia    | 2                         | Gruppenphase    |
| Singapur    | 2                         | Gruppenphase    |
| Kambodscha  | 1                         | Gruppenphase    |
| Philippinen | 1                         | Play-off-Spiele |
| Myanmar     | 1                         | Play-off-Spiele |
| Laos        | 1                         | Play-off-Spiele |
| Brunei      | 1                         | Play-off-Spiele |
| Indonesien  | Rückzug                   |                 |
| Australien  | Keine Teilnahme           |                 |
| Osttimor    | Keine Teilnahme           |                 |

## Teilnehmende Mannschaften

### Gruppenphase
| Mannschaft                  | Anmerkung                                        |
| --------------------------- | ------------------------------------------------ |
| Buriram United              | Meister Thai League 2024/25 und Titelverteidiger |
| Bangkok United              | Vizemeister Thai League 2024/25                  |
| BG Pathum United FC         | 3. Platz Thai League 2024/25                     |
| Nam Dinh FC                 | Meister V.League 1 2024/25                       |
| Công An Hà Nội FC           | Pokalsieger Vietnamesischer Fußballpokal 2024/25 |
| Johor Darul Ta’zim FC       | Meister Malaysia Super League 2024/25            |
| Selangor FC                 | Vizemeister Malaysia Super League 2024/25        |
| Lion City Sailors           | Meister Singapore Premier League 2024/25         |
| Tampines Rovers             | Vizemeister Singapore Premier League 2024/25     |
| Preah Khan Reach Svay Rieng | Meister Cambodian Premier League 2024/25         |

### Play-off-Spiele
| Mannschaft  | Anmerkung                                                 |
| ----------- | --------------------------------------------------------- |
| Cebu FC     | Sieger Philippines Football League 2024/25 (Final Series) |
| Shan United | Meister Myanmar National League 2024/25                   |
| Ezra FC     | Meister Lao Premier League 2024/25                        |
| Kasuka FC   | Meister Brunei Super League 2024/25                       |

## Termine
Die Auslosung und Bekanntgabe der Termine fand am 4. Juli 2025 statt.
| Runde           | Auslosung   | Hinspiel       | Rückspiel       |
| --------------- | ----------- | -------------- | --------------- |
| Play-off-Spiele | 9. Mai 2024 | 8. August 2025 | 15. August 2025 |
| Spieltag 1      | 9. Mai 2024 | August 2025    | August 2025     |
| Spieltag 2      | 9. Mai 2024 | noch offen     | noch offen      |
| Spieltag 3      | 9. Mai 2024 | noch offen     | noch offen      |
| Spieltag 4      | 9. Mai 2024 | noch offen     | noch offen      |
| Spieltag 5      | 9. Mai 2024 | noch offen     | noch offen      |
| Viertelfinale   | 9. Mai 2024 | Februar 2026   | Februar 2026    |
| Halbfinale      | 9. Mai 2024 | 6. Mai 2026    | 13. Mai 2026    |
| Finale          | 9. Mai 2024 | 20. Mai 2026   | 27. Mai 2026    |

## Play-off-Spiele
| Datum              |           | Gesamt |             | Hinspiel | Rückspiel |
| ------------------ | --------- | ------ | ----------- | -------- | --------- |
| 8./15. August 2025 | Kasuka FC | :      | Cebu FC     | :        | :         |
| 8./15. August 2025 | Ezra FC   | :      | Shan United | :        | :         |